# Renhe
Renhe léase Ren-Jo (en chino simplificado, 仁和区; pinyin, Rénhé qū) es un distrito urbano bajo la administración directa de la ciudad-prefectura de Panzhihua. Se ubica en la provincia de Sichuan, centro-sur de la República Popular China. Su área es de 1727 km² y su población total para 2010 fue más de 200 mil habitantes.

## Administración
El distrito de Renhe  se divide en 15 pueblos que se administran en 1 subdistritos, 8 poblados, 4 villas y 2 villas étnicas.